# Faymonville
Faymonville (en wallon Faimonveye, en allemand Außenborn) est une section de la commune belge de Waimes située en Wallonie dans la province de Liège. C'était une commune à part entière avant la fusion des communes de 1977.

## Géographie

### Situation
Le village est situé à proximité des Hautes-Fagnes. L'ancien territoire de Faymonville est arrosé par la Warchenne, un affluent de la Warche. Il a en outre la particularité d'être l'ancienne commune francophone (et wallonne) située le plus à l'est en Belgique.
Faymonville se trouve à la limite d'une des régions aurifères ardennaises. La zone fit l'objet de prospection à la fin du XIXe siècle et même d'une exploitation qui se poursuivit de 1916 à 1937. De nos jours, les rendements sont toutefois trop faibles pour justifier une quelconque exploitation du filon.

## Évolution démographique
- Sources : INS, Rem. : 1930 jusqu'en 1970 = recensements, 1976 = nombre d'habitants au 31 décembre.

## Anecdote
- Ses habitants, au nombre de 1007 au 1er janvier 2009, sont appelés les « Turcs » par les habitants des villages voisins. Il existe deux récits expliquant cette appellation : D'après le premier, qui suscite plus de doute, ce serait dû au soutien des Faymonvillois aux Turcs contre les Chrétiens durant la bataille de l'Amblève. Cette histoire n'est toutefois pas plausible car aucune partie belligérante n'était ni turque ni musulmane, mais franque et chrétienne. Selon le second, les Faymonvillois se refusèrent à payer les impôts spéciaux en faveur de la ligue chrétienne contre l'invasion turque qu'eut imposés la Principauté abbatiale de Stavelot-Malmedy, comme ils ne dépendaient pas de ladite, mais du duché de Luxembourg. Cependant, les habitants de Faymonville furent accusés à cet effet de prendre parti des Turcs, d'où naquit leur sobriquet.

## Personnalité
- Joseph Bastin (1870-1939), prêtre catholique, ardent défenseur de la langue wallonne et militant pour le retour de la Wallonie malmédienne à la Belgique, est né à Faymonville.